# Portas do Mar (Angra do Heroísmo)

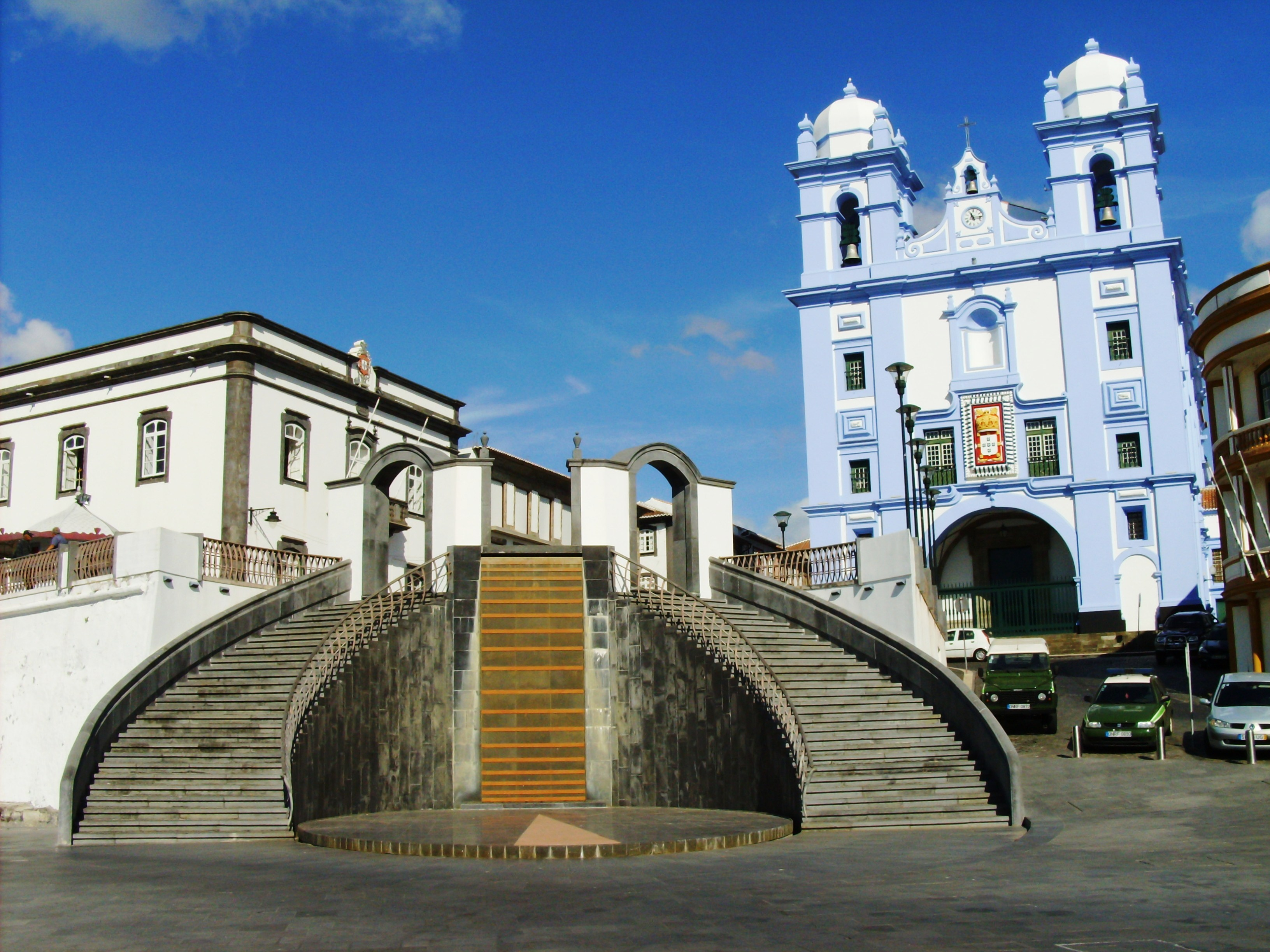
Portas da Cidade, Angra do Heroísmo.

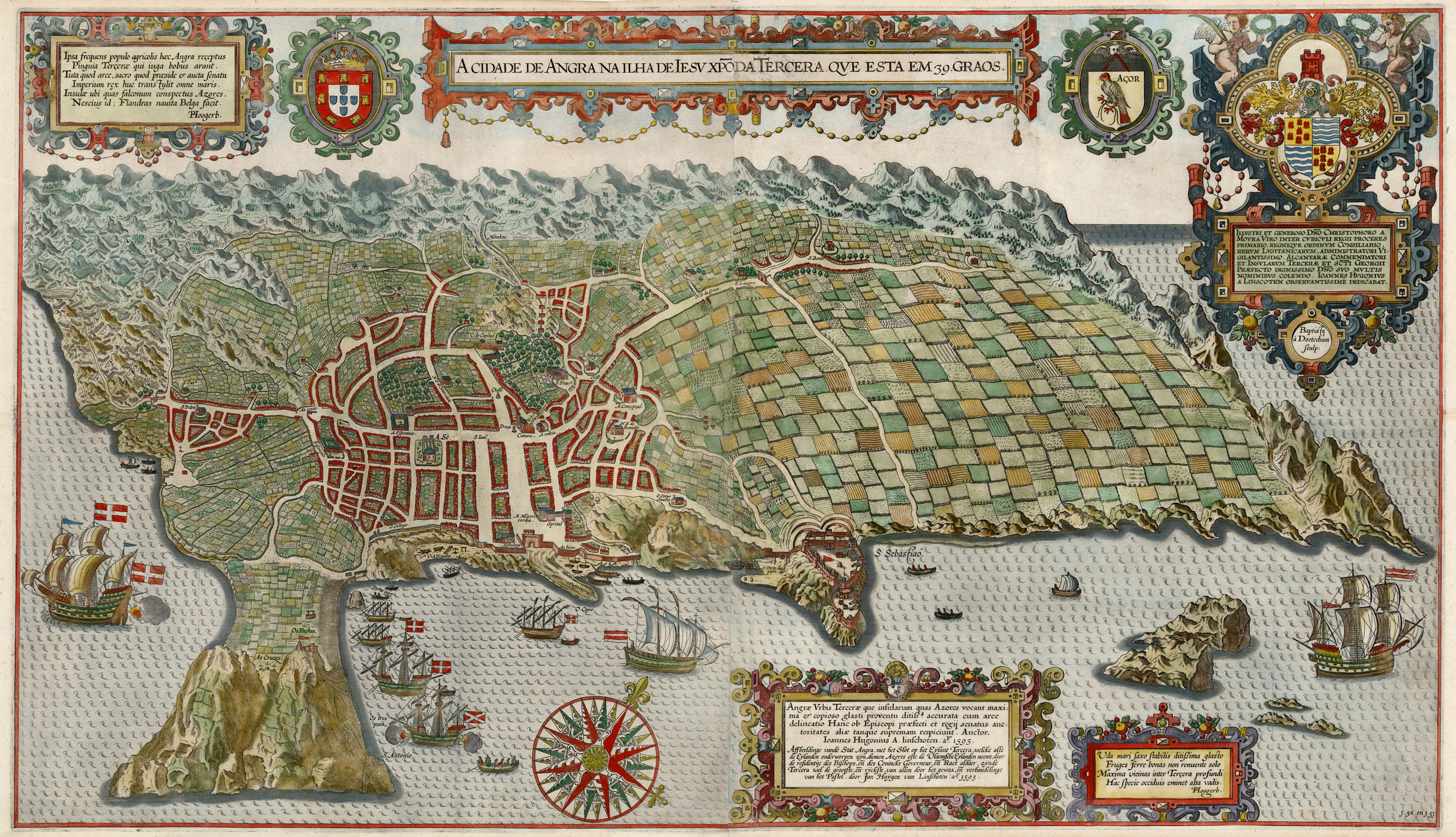
"A Cidade de Angra na Ilha de Jesus (...)" (Linschoten, 1595).

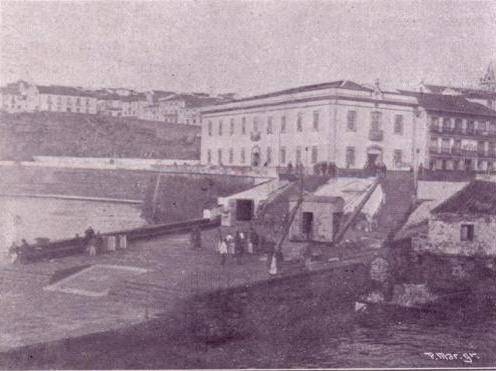
"Angra - Caes e Alfândega" (Álbum Açoriano, 1903).

As Portas do Mar localizam-se no Pátio da Alfândega, sobranceiro ao Cais da Alfândega, na freguesia da Sé, em pleno centro histórico da cidade e concelho de Angra do Heroísmo, na costa sul da ilha Terceira, nos Açores. Nessa condição integra aquele conjunto classificado como Património Mundial, pela UNESCO.

## História
Embora remontem ao século XV, sofreram extensas alterações eventualmente por volta de 1470 ou 1500, por iniciativa do segundo capitão do donatário da ilha, Álvaro Martins Homem. À época, embora fosse fortificada por razões de segurança, a porta do cais da cidade de Angra tinha, sobretudo, funções de garantia de cobrança dos direitos da alfândega.
No contexto da Dinastia Filipina, o cais e a principal porta de acesso à cidade encontram-se representados na gravura "A Cidade de Angra na Ilha Iesu Xpo da Terceira que esta em 30 Graos", de Jan Huygen van Linschoten, datada de 1595. No mesmo período, por volta de 1610, tiveram lugar extensas obras de reforma que enobreceram a porta, traduzindo o período de prosperidade então vivido pela cidade.
Quando do sismo de Lisboa de 1755 (1 de novembro), o maremoto resultante fez com que as águas da baía ultrapassassem as Portas do Mar, alcançando a Praça Velha. Em seu refluxo, arrastaram consigo a estrutura das Portas.
Com a criação da Capitania Geral dos Açores (1766), e a chegada a Angra do seu primeiro Capitão-general, D. Antão de Almada, foi determinado ao Sargento-mor João António Júdice que tirasse o plano de reedificação do cais, aproveitando-se o que fosse possível.
Data dessa época a atual configuração do Pátio da Alfândega, entre os estilos barroco e neoclássico, ao nível da Rua Direita, ligado ao cais por duas largas escadarias em ferradura, rematadas ao alto por duas portas com arcos de pedra. As bicas de abastecimento das embarcações foram transferidas para um chafariz de pilastras duplas laterais, ao centro das escadarias. Os vestígios da primitiva porta, as casas da guarda e demais estruturas foram aterradas para dar lugar a este conjunto.
Em finais do século XIX o conjunto apresentava nova configuração: as arcadas haviam desaparecido, e o cais conservava dois níveis.
Em 1998, durante obras de remodelação do cais, foram procedidos trabalhos de prospecção arqueológica que identificaram os vestígios de uma rua, de um cais, de uma fortificação abaluartada e de uma densa rede de águas e esgotos. Os vestígios distribuíam-se em três diferentes níveis de ocupação, interligados por escadarias e pátios.